# Michelbach an der Bilz
Michelbach an der Bilz è un comune tedesco di 3 574 abitanti,, situato nel land del Baden-Württemberg.